# Біг Шоу
Біг Шоу (англ. Big Show); справжнє ім'я — Пол Рендалл Уайт молодший (англ. Paul Randall Wight Jr.); Нар. 8 лютого 1972 року, реслер, в даний момент виступає в WWE на бренді SmackDown!. Біг Шоу єдиний чоловік, який був чемпіоном у важкій вазі в WWE, WCW і ECW. Чемпіон Потрійної Корони, чемпіон великого шолома і другий в історії WWE гранд-слем чемпіон.

## World Wrestling Entertainment

### Фьюд за чемпіонство світу у важкій вазі (2008—2011)
Уайт повернувся в WWE і почав виступати під своїм старим іменем Біг Шоу на святі Немає виходу 2008. Він схуд на 49 кг, щоб позбутися від своїх травм. Він почав ворожнечу проти боксера Флойда Мейвезера. Після атаки на Рея Містеріо Біг Шоу приєднався до бренду SmackDown!. Під час Драфта 2009 був переведений на Raw, а в 2010 назад на SmackDown!. На Wrestlemania 26 Разом з Мізом захистили свої пояси проти Ар-Труса а і Джона Моррісона, але на Extreme Rules (2010) програли Династії Харт. На PPV Over the Limit Біг Шоу отримав можливість стати чемпіоном світу у важкій вазі, для цього йому необхідно було перемогти чинного володаря цього титулу — Джека Сваггер. Біг Шоу переміг шляхом дискваліфікації Сваггер, однак залишився без титулу (за дискваліфікації чемпіонство не передається). На Fatal 4-Way в чотиристоронньому поєдинку між Джеком Сваггер, Біг Шоу, СМ Панк ом і Реєм Містеріо титул дістався останньому. Був учасником на PPV Money in the Bank, але виграти кейс з контрактом не зміг (кейс дістався Кейну). На PPV SummerSlam (2010) переміг у двобої три на одного проти стрейтеджери. На PPV Night of Champions (2010) виграв бій один на один проти СМ Панка. На Bragging Rights (2010) був капітаном бренду SmackDown! в поєдинку з Raw — бій на вибування завершився перемогою команди Біг Шоу. Брав участь в Eliminaton Chamber 2011 року за титул чемпіона у важкій вазі.
Заміняв відстороненого від матчу Дольфа Зіглера. Був вибитий з матчу Кейном. На SmackDown! став чемпіоном командних змагань разом з Кейном. 25 квітня 2011 під час драфту був відібраний на бренд Raw.
23 травня Біг Шоу і Кейн програли командні пояса Новому Нексусу в особі Девіду Отонзі і Майклу МакГіллікатту. Трохи пізніше на цьому ж шоу Рікардо Родрігез збив Біг Шоу на машині Альберто дель Ріо і зламав Біг Шоу ногу. Біг Шоу повернувся 13 червня, допомагаючи Кейну, який потрапив у захват Дель Ріо, і напав на Рікардо Родрігеза, наносячи величезні удари, і мало не вбив його, але Кейн зупинив його. У той же день було обьявления, що Біг Шоу і Дель Ріо зіткнутися на Capitol Punishment. Програв матч через втручання Марка Генрі, якого Біг Шоу побив перед цим шоу. На PPV Money In The Bank Біг Шоу виступив проти Марка Генрі в одиночному матчі, але той переміг його і пошкодив Біг Шоу ногу, затиснувши її стільцем. Біг Шоу довго не виступав, більше трьох місяців. Повернувся Уайт на випуску SmackDown!, Показаному 7 жовтня, відразу ж зажадавши матчу за титул Чемпіона світу у важкій вазі проти Марка Генрі. Генрі відповів відмовою. Біг Шоу почав його бити, і щоб врятувати Генрі, генеральний менеджер SmackDown! Теодор Лонг призначив матч Біг Шоу і Марка Генрі на Vengeance. Їх бій відбувся, але закінчився без результату, так як обидва були не в змозі продовжувати бій, а рефері також був не в змозі судити через те, що при спільному падінні з турнбакла Генрі і Шоу зруйнували ринг. Пізніше Теодор Лонг призначив реванш Марка та Шоу на Survivor Series (2011). На PPV Марк навмисне програв по дискваліфікації, і титул залишився у нього. Шоу був в люті. Він затиснув ногу Генрі стільцем і з розгону стрибнув на неї, як колись зробив Марк. Підсумок — Генрі травмований, а доля титулу Чемпіона світу у важкій вазі вирішувалася в бою Деніела Браяна і Марка Генрі. Переможець зустрінеться з Шоу на TLC. Виграв Марк. 18 грудня в матчі зі стільцями Біг Шоу переміг найсильнішу людину, але після бою був їм побитий. Тоді на ринг вибіг Деніел Браян, використовував виграний на Money in the Bank контракт і відібрав титул у беззахисного Найбільшого атлету у Світі.

### Виступи 2012

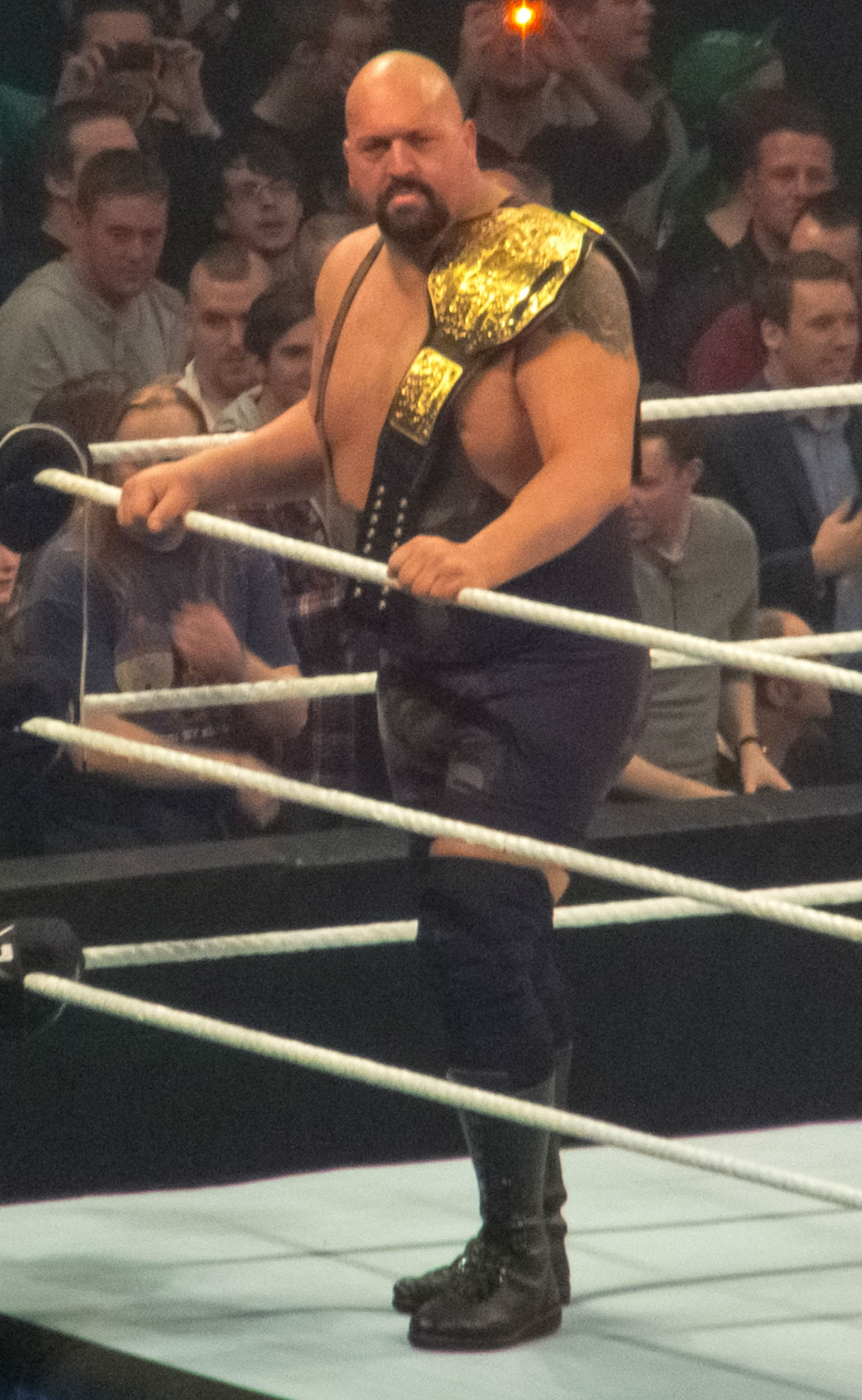
Біг Шоу з титулом

Біг Шоу не зміг повернути титул ні в Королівській Битві, ні в Elimination Chamber (2012). Втручання Коді Роудса коштувало йому також права битися з СМ Панком на Реслманії XXVIII, і тоді Теодор Лонг призначив йому матч на РМ28 Біг Шоу проти Коді Роудса за титул інтерконтинентального чемпіона. Біг Шоу переміг Коді Роудса й став новим інтерконтинентальним чемпіоном і другим гранд-слем чемпіоном WWE в історії шоу. На Extreme Rules (2012) програв свій титул Коді Роудсу в матчі зі столами. Програш був зарахований в результаті того, що Шоу не помітив столу поруч з рингом, наступив на нього і проламав. За правилами матчу це вважається програшем. На Monday Night Raw від 14 травня 2012 року був звільнений ГМ цього бренду Джоном Лаурінайтісом. На Over the Limit (2012) спочатку повернув тікаючого Джона Лоурінайтіса на ринг до Джона Сіни і здавалося допоможе Синьо перемогти, але вдарив Сіну відправивши того в нокаут і дозволивши Лоурінайтісу утримати його і перемогти, таким чином повернув собі роботу на RAW і знов прийняв гіммік хілл. На Pay-Per View No Way Out (2012) Біг Шоу призначений матч проти Джона Сіни в сталевій клітці. На RAW від 11.06.2012 атакував Вінса МакМена, після чого пішов з рингу. У матчі з Сіною вирішувалася подальша доля Генерального Менеджера брендів RAW і SmackDown Джона Лоурінаітіса. Якщо Біг Шоу програє, Джон Лаурінайтіс буде звільнений, але якщо він переможе, то звільнений буде Сіна. Стався перший варіант, так як Сіна зумів першим вилізти з клітки, але не без допомоги деяких інших реслерів — Бродуса Клея, Кофі Кінгстон а і Ар-Труса.
Брав участь у битві на Money in the Bank (2012) проти Кріса Джеріко, Джона Сіни, Міза і Кейна. Переміг Джон Сіна. На 1000 RAW втрутився в бій Панка і Сіни, таким чином не давши здатися Панку. На SummerSlam (2012) програв у потрійній загрозі проти Панка і Сіни. Пізніше він зник з екранів. Повернувся на Raw 24 вересня втрутившись у двобій Бродуса Клея і Тенсая. Вирубавши правої Тенсая він потім вирубав і Бродуса. На SmackDown! за 28 вересня переміг Ренді Ортона і став претендентом № 1 на титул Чемпіона світу у важкій вазі.
На наступному Hell in a Cell (2012) використовував свій коронний прийом «ОМП» на Шеймусі у і став новим чемпіоном у важкій вазі.
На PPV Survivor Series (2012) міг би програти Шеймусу, коли той намагався провести йому свій коронний прийом «Броукік», Але Біг Шоу підставив під удар рефері і скориставшись цим провів Шімусу "ОМП ". Програв по дискваліфікації, але титул залишився у нього.
Букер Ті призначив Шеймусу матч реванш з Біг Шоу на TLC: Tables, Ladders & Chairs (2012)]за Титул чемпіона світу у важкій вазі.
На TLC: Tables, Ladders & Chairs (2012) Біг Шоу вдарив Шеймуса по спині величезним стільцем і утримав, тим самим вдало захистивши титул.
На Smackdown 8 січня (Епізод від 11 січня) програв свій титул Альберто Дель Ріо в матчі «Останній на ногах».
На PPV Royal Rumble 2013 програв в матчі-реванші чемпіону світу у важкій вазі Альберто Дель Ріо, і знову за правилами «Останній на ногах».

## Особисте життя
Улюблений реслер Біг Шоу — Андре Гігант. В молодості грав в баскетбол.
14 лютого 1997 Уайт одружився зі своєю першою дружиною Меліссою Енн Піавіс. В 2000 році вони розлучилися. У них є дочка Сієра. 11 лютого 2002 він одружився зі своєю другою дружиною Бесс Катрамадос. У них двоє дітей.
На одному з шоу RAW у Біг Шоу виник конфлікт з Олександром Русевим. Після словесної перепалки Шоу зірвав російський триколор і кинув його на підлогу. Це викликало шквал негативних відгуків з боку російських медіа, які прийняли реслінг-постановку за чисту монету. Після цього компанія вибачилась перед росіянами.
У грудні 1998 року, Уайт був заарештований і утримувався під вартою.

## В реслінгу
- Фінішер
  - Chokeslam
  - K.O. Punch
- Улюблені прийоми
  - Abdominal stretch
  - Back kick
  - Bearhug
  - Big boot
  - Cobra clutch backbreaker
  - Corner slingshot splash
  - Diving elbow drop
  - Fallaway powerbomb — 2001–2002
  - Haas of Pain — 2014–present
  - Headbutt
  - Military press slam
  - Open-handed chop to a cornered opponent's chest
  - Running senton
  - Sidewalk slam
  - Spear
- Музичні теми
  - «Big» від Джима Джонсона
  - «Big (Remix)» від Mack 10, K Mac, Boo Kapone, і MC Eiht
  - «Crank It Up» від Brand New Sin
  - «Crank the Walls Down» від Maylene and the Sons of Disaster

## Титули та Нагороди
- Pro Wrestling Illustrated
  - 1996 Новачок Року
  - 1996 Реслер Року
  - PWI ставить його під № '2 'в списку 500 найкращих реслерів 1996 року
  - PWI ставить його під № '8 'в списку 500 найкращих реслерів 1997 року
  - PWI ставить його під № '31 'в списку 500 найкращих реслерів 1998 року
  - PWI ставить його під № '34 'в списку 500 найкращих реслерів 1999 року
  - PWI ставить його під № '16 'в списку 500 найкращих реслерів 2000 року
  - PWI ставить його під № '72 'в списку 500 найкращих реслерів 2001 року
  - PWI ставить його під № '49 'в списку 500 найкращих реслерів 2002 року
  - PWI ставить його під № '6 'в списку 500 найкращих реслерів 2003 року
  - PWI ставить його під № '41 'в списку 500 найкращих реслерів 2004 року
  - PWI ставить його під № '31 'в списку 500 найкращих реслерів 2005 року
  - PWI ставить його під № '44 'в списку 500 найкращих реслерів 2006 року
  - PWI ставить його під № '25 'в списку 500 найкращих реслерів 2009 року
  - PWI ставить його під № '137 'в списку 500 найкращих реслерів за всю історію в 2003 року
  - PWI ставить його під номером № '17 'серед 500 Реслер PWI 500 в 2012
- Перший реслер який був визнаний в один рік і Новачком Року і Реслером Року.
- World Wrestling Entertainment
  - Чемпіон світу у важкій вазі WWE
  - Чемпіон WWE
  - Чемпіон Світу ECW
  - Інтерконтинентальний чемпіон WWE
  - Чемпіон США WWE
  - 3-кратний хардкорний Чемпіон WWE
  - Командний чемпіон WWE (три рази) — з Крісом Джеріко (1 раз), Мізом (1 раз) і Еджем (1 раз)
  - Командний Чемпіон Світу/WWF (5 разів) — з Трунарем (2 рази), Кейном (1 раз), Крісом Джеріко (1 раз) й Мізом (1 раз)
  - Двадцять четвертий Чемпіон Потрійної Корони
- World Championship Wrestling
  - 2-кратний Чемпіон WCW у важкій вазі
  - 3-кратний Командний Чемпіон WCW
- Wrestling Observer Newsletter awards
  - 1999 Найгірший Ф'юд Року проти Великого Боса
  - 2001 Найгірший Реслер Року
  - 2002 Найгірший Реслер Року